# Carl Wilhelm Vermehren

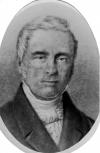
Carl Wilhelm Vermehren 1785–1843

Carl Wilhelm Vermehren (* 26. April 1785 in Lübeck; † 18. März 1843 ebenda) war ein deutscher Kaufmann. 1828 gründete er die Deutsche Lebensversicherungs-Gesellschaft zu Lübeck, das erste Versicherungsunternehmen auf Aktien in Deutschland.

## Leben
Carl Wilhelm Vermehren stammt aus dem Lübecker Zweig der Familie Vermehren. Sein Vater war der Seidenhändler Bernhard Vermehren (1750–1824), verheiratet mit Anna Catharina, geb. Ulff. Der spätere Privatdozent an der Universität Jena Johann Bernhard Vermehren war sein älterer Bruder.
Am 26. Dezember 1811 heiratete er Maria Sophie Sengebusch, Tochter des Juristen Philipp Wilhelm Sengebusch und seiner Frau Marie, geb. Brockmann. Das Paar hatte fünf Kinder: Wilhelm, Julius, Marie, Maximilian und Franziska.
Carl Wilhelm leistete seinen Bürger-Eid in Lübeck am 27. Juli 1814.
1826 veröffentlichte er eine folgenreiche Schrift unter dem Titel Über eine in Lübeck zu errichtende deutsche Lebensversicherungsgesellschaft, die vermutlich auf einen Vortrag in der Gesellschaft zur Beförderung gemeinnütziger Tätigkeit zurückgeht. Darin beklagte er den von den damals hauptsächlich englischen Versicherungsunternehmen ausgeübten Druck auf den deutschen Markt für Lebensversicherungen und forderte ein „Nationalinstitut dieser Art für Deutschland“. Die Reaktion war positiv. Das Lübeckische Adressbuch vermeldete Anfang 1828: Eine Lebens-Versicherungs-Gesellschaft zu Lübeck, deren Bevollmächtigter Hr. G.W. Vermehren seyn wird, ist im Entstehen. Zum 1. Dezember 1828, einen Monat vor der Gothaer Lebensversicherungsbank, begann die Deutsche Lebensversicherungsgesellschaft mit einem Grundkapital von 1,275 Millionen Mark Courant unter Vermehrens Leitung ihre Geschäftstätigkeit. Es war damit das erste deutsche Lebensversicherungsunternehmen in der Rechtsform der Aktiengesellschaft. Die Versicherung war ein gemischtes Aktienunternehmen, insofern neben den Aktionären auch die Versicherungsnehmer am Gewinn beteiligt wurden. Im Gegensatz zur Gothaer Bank, die sich auf den Abschluss eigentlicher Lebensversicherungen beschränkte, wurden von Lübeck bald auch Aussteuer- und Rentenversicherungen übernommen. Die ersten Geschäftsräume befanden sich im Haus Johannisstraße 16.
Sein Sohn Julius Vermehren (1814–1848) übernahm die General Agentur und wurde ebenfalls Direktor. Nach dem frühen Tod von Julius (er starb an der Cholera in Schweden) übernahm Julius’ älterer Bruder Wilhelm Vermehren (1812–1859) kurze Zeit den Posten eines Direktors der Lebensversicherungsgesellschaft.
Nach Fremdwährungsverlusten als Folge des Ersten Weltkriegs nahm sie die Mecklenburgische Lebensversicherungsbank AG auf und firmierte als Lübeck-Schweriner-Lebensversicherungs-AG. Im Inflationsjahr 1923 schloss sie sich der Allgemeinen Deutschen Lebensversicherung AG in Stuttgart, die mit der Vereinigung den Namen Stuttgart-Lübeck-Lebensversicherung-AG annahm und 1927 mit der Allianz Lebensversicherungsbank zur Allianz und Stuttgarter Lebensversicherungsbank, seit 1940 Allianz-Lebensversicherungs-AG fusioniert wurde.